# Jerry Pournelle
Jerry Pournelle (7. srpna 1933, Shreveport, Louisiana – 8. září 2017) byl americký esejista, novinář a autor science fiction, který byl dlouhodobým přispěvatelem časopisu Byte. Je považován za velmi konzervativního.[zdroj⁠?!].
Během Korejské války sloužil v armádě jako dělostřelecký důstojník. Po válce získal bakalářské tituly z psychologie a matematiky, další tituly má z experimentální statistiky, systémového inženýrství a politických věd. Politické zkušenosti nasbíral jako výkonný asistent starosty a ředitel výzkumu v Los Angeles a manažer dvou volebních kampaní. Pracoval v leteckém a kosmickém výzkumu (programy Mercury a Apollo) a pro společnosti Boeing a Rockwell.
Spisovatelem se stal v roce 1965, již od začátku měla mnohá jeho díla vojenské prvky a bývají řazena mezi military science fiction. Typickým příkladem je celá série o Falkenbergově legii a Kondominiu. V polovině sedmdesátých let dvacátého století začal spolupracovat s Larrym Nivenem. Výsledkem jejich spolupráce jsou romány Tříska v Božím oku a její pokračování Drtící ruka, romány Inferno, Luciferovo kladivo, Footfall a společně se Stevenem Barnesem série o Heorotu. Byl jedním z prvních spisovatelů používajících pro svou práci počítač. Jeho první počítač, EZEKIEL, je vystaven v Smithsonianském institutu ve Washingtonu DC.
Je známý svým sloupkem pro časopis „Byte“ nazvaný „Chaos Manor“ o jeho zkušenostech s nejrůznějším hardwarem a softwarem. Tento sloupek dodnes píše pro online verzi tohoto magazínu. Od roku 2003 také přispívá do programátorského časopisu „Dr. Dobb's Journal“. Již od roku 1998 udržuje pravidelně svůj blog „View from Chaos Manor“ (on sám však slovo blog považuje za ošklivé a vyhýbá se mu).
Pournelle je proti oběma „Válkám v Zálivu“, říká že peníze zde vynaložené by bylo lepší použít na vývoj nových energetických technologií. Poznamenal, že „s tím, co jsme utratili v Iráku bychom mohli postavit jaderné elektrárny a satelitní solární elektrárny a říct Arabům, že si svou ropu mohou vypít“. Jeho stránka tak je k irácké válce poměrně kritická, přesto se netají podporou tamním vojákům: „Jakmile někam pošlete své vojáky, nemáte jinou možnost, než je podporovat dokud se nevrátí domů“. Pournelle je také autorem Pournellova grafu pro zobrazení politických ideologií.
Žil se svou ženou a čtyřmi syny v kalifornském Studio City.

## Dílo

### Kondominium
- A Spaceship for the King, 1973
- Na západ od cti, United Fans, 1995, ISBN 80-85892-16-2 (West of Honor, 1976)
- Žoldnéř, United Fans, 1995, ISBN 80-85892-14-6 (The Mercenary, 1977)
- Princ & žoldnéř, United Fans, 1996, ISBN 80-85892-22-7 (The Prince of Mercenaries)
- Král & žoldnéř, United Fans, 1998, ISBN 80-86129-10-1 (Go Tell the Spartans) — spoluautor S. M. Stirling
- Císař & žoldnéř, United Fans, 1999, ISBN 80-86129-13-6 (Prince of Sparta) — spoluautor S. M. Stirling
- Tříska v božím oku: Džin v lahvi, Classic, 1997, ISBN 80-86139-08-5
- Tříska v božím oku: Přízračný křižník, Classic, 1998, ISBN 80-86139-11-5 (The Mote in God's Eye, 1975) — spoluautor Larry Niven
- Drtící ruka, Banshies, 2004, ISBN 80-86456-19-6 (The Gripping Hand, 1993) — spoluautor Larry Niven

Do série jsou také řazeny následující romány, jejich zařazení do příběhové linie je nejasné
- High Justice, 1977
- Exiles To Glory, 1978

a další práce vydané pod titulem War World
- War World I: The Burning Eye, 1993
- War World II: Death's Head Rebellion, 1993
- War World III: Sauron Dominion, 1993
- Codominium: Revolt on War World, 1992

### Heorot
Spoluutoři: Larry Niven a Steven Barnes
- Odkaz Heorotu, Banshies, 2001, ISBN 80-86456-00-5 (The Legacy of Heorot, 1987)
- Draci Heorotu, Banshies, 2002, ISBN 80-86456-06-4
- Děti Heorotu, Banshies, 2002, ISBN 80-86456-07-2 (Beowulf's Children, 1995)

### Janičáři
- Janičáři, United Fans, 1997, ISBN 80-85892-33-2 (Janissaries, 1979)
- Clan and Crown, 1989 — spoluautor Roland J. Green
- Storms of Victory, 1987 — spoluautor Roland J. Green

### Jiné romány
- Red Heroin, 1969
- Inferno, 1975 — spoluautor Larry Niven
- Birth of Fire, 1976
- Lucifer's Hammer, 1977 — spoluautor Larry Niven
- Oath of Fealty, 1981 — spoluautor Larry Niven
- Step Farther Out, 1983
- Footfall, 1985 — spoluautor Larry Niven
- Fallen Angels, 1991 — spoluautoři: Larry Niven a Michael F. Flynn
- The Children's Hour, 1991 — spoluautor S. M. Stirling
- Life Among the Asteroids, 1992
- Blood Vengeance (War World), 1994 — spoluautoři: Susan Shwartzová, Judith Tarrová, Harry Turtledove a S. M. Stirling
- Future Quartet: Earth in the Year 2042: A Four-Part Invention, 1995 — spoluautoři: Ben Bova, Frederik Pohl, Charles Sheffield
- Tran, 1996 — spoluautor Roland J. Green
- Starswarm: A Jupiter Novel, 1998
- The Burning City, 2000 — spoluautor Larry Niven
- The Houses of the Kzinti, 2002 — spoluautoři: S. M. Stirling a Dean Ing
- Burning Tower, 2005 — spoluautor Larry Niven

### Odborné
- Stability and national security (Air Force Directorate of Doctrines, Concepts and Objectives), 1968
- The Strategy of Technology, 1970 - spoluautoři: Francis X. Kane a Stephan T. Possony
- A Step Farther Out, 1981
- The users guide to small computers, 1984
- Mutually Assured Survival, 1984
- Adventures in Microland, 1985
- Guide to Disc Operating System and Easy Computing, 1989
- Pournelle's PC Communications Bible: The Ultimate Guide to Productivity With a Modem, 1992 - spoluautor Michael Banks
- Jerry Pournelle's Guide to DOS and Easy Computing: DOS over Easy, 1992
- Jerry Pournelle's Windows With an Attitude, 1995
- PC Hardware: The Definitive Guide, 2003 - spoluautor Bob Thompson
- 1001 Computer Words You Need to Know, 2004